# Alexander Stoltz
Johann Christian Alexander Stoltz (* 19. Oktober 1810 in Cosel; † 6. Januar 1897 in Bonn) war ein preußischer Generalleutnant.

## Leben

### Familie
Alexander war ein Sohn des preußischen Kapitäns Johann Christian Stoltz (1770–1851) und dessen Ehefrau Eleonore Dorothea, geborene Siebert (1781–1823). Der spätere preußische Generalmajor Wilhelm Karl Stoltz (1817–1886) war sein jüngerer Bruder.

### Militärkarriere
Stoltz trat am 9. Juni 1827 in das 39. Infanterie-Regiment (7. Reserve-Regiment) der Preußischen Armee ein und avancierte bis Mitte April 1830 zum Sekondeleutnant. Im Jahr darauf war er zu den Festungsbauten in Luxemburg kommandiert und absolvierte 1836/39 die Allgemeine Kriegsschule in Berlin. 1841/42 folgte eine Kommandierung zum Lehr-Infanterie-Bataillon, im Juni 1845 zum Topographischen Büro des Großen Generalstabs sowie 1848 zur Aufnahme des Rayons von Luxemburg. Unter Beförderung zum Hauptmann wurde Stoltz am 20. Januar 1849 Kompaniechef. Daran schloss sich von Mitte Mai 1857 bis Mitte Januar 1859 eine Verwendung als Major und Kommandeur des II. Bataillons in Mainz an. Anschließend war Stoltz Kommandeur des I. Bataillons im 30. Landwehr-Regiment in Trier und wurde am 8. Mai 1860 als Bataillonskommandeur zum 30. kombinierten Infanterie-Regiment kommandiert. Mit der Etatisierung des Verbandes zum 8. Rheinischen Infanterie-Regiments Nr. 70 wurde er im Juli 1860 Kommandeur des I. Bataillons und in dieser Stellung am 18. Oktober 1861 zum Oberstleutnant befördert. Am 9. Januar 1864 erfolgte seine Versetzung als Kommandeur des 6. Westfälischen Infanterie-Regiments Nr. 55 nach Minden. Stoltz führte sein Regiment 1864 im Krieg gegen Dänemark bei der Belagerung der Düppeler Schanzen, dem Übergang nach Alsen sowie in den Gefechten bei Rackebüll und Lillemölle. Er stieg am 25. Juni 1864 zum Oberst auf und wurde für sein Verhalten beim Übergang nach Alsen mit dem Roten Adlerorden III. Klasse mit Schwertern ausgezeichnet. Außerdem erhielt Stoltz den Orden der Eisernen Krone II. Klasse mit Kriegsdekoration sowie die Lippische Militär-Verdienstmedaille. Mitte März 1866 wurde er durch die Verleihung des Komturkreuzes des Ordens der Eichenkrone geehrt.
Während des Deutschen Krieges bildete sein Regiment 1866 die Avantgarde im Mainfeldzug. Stoltz nahm an den Gefechten bei Wiesental, Kissingen, Lauffach, Gersheim und der Beschießung von Würzburg teil. Bei Tauberbischofsheim konnte er mit seinen vier Bataillonen während des fünfstündigen Kampfes die wiederholten Angriffe der württembergischen, später der österreichisch-nassauischen Truppen, die durch vier gezogene Batterien unterstützt wurden, zurückschlagen. Für diese Tat wurde Stoltz durch seinen kommandierenden Offizier, Generalleutnant von Groeben zum Orden Pour le Mérite eingereicht, der ihm am 20. September 1866 verliehen wurde.
Nach dem Krieg wurde Stoltz unter Stellung à la suite seines Regiment am 30. Oktober 1866 zum Kommandeur der 15. Infanterie-Brigade in Erfurt ernannt und am 18. April 1867 zum Generalmajor befördert. In dieser Eigenschaft erhielt er im Februar 1868 das Ehrenkreuz von Schwarzburg I. Klasse und wurde am 10. Oktober 1868 unter Verleihung des Roten Adlerordens II. Klasse mit Eichenlaub und Schwertern am Ringe mit der gesetzlichen Pension zur Disposition gestellt. Während der Mobilmachung anlässlich des Krieges gegen Frankreich 1870/71 fungierte Stoltz als Kommandeur der stellvertretenden 32. Infanterie-Brigade in Trier. Nach dem Friedensschluss verlieh ihm Kaiser Wilhelm I. am 10. Oktober 1871 noch den Charakter als Generalleutnant.
Stoltz verstarb unverheiratet in Bonn.